# 新港飴

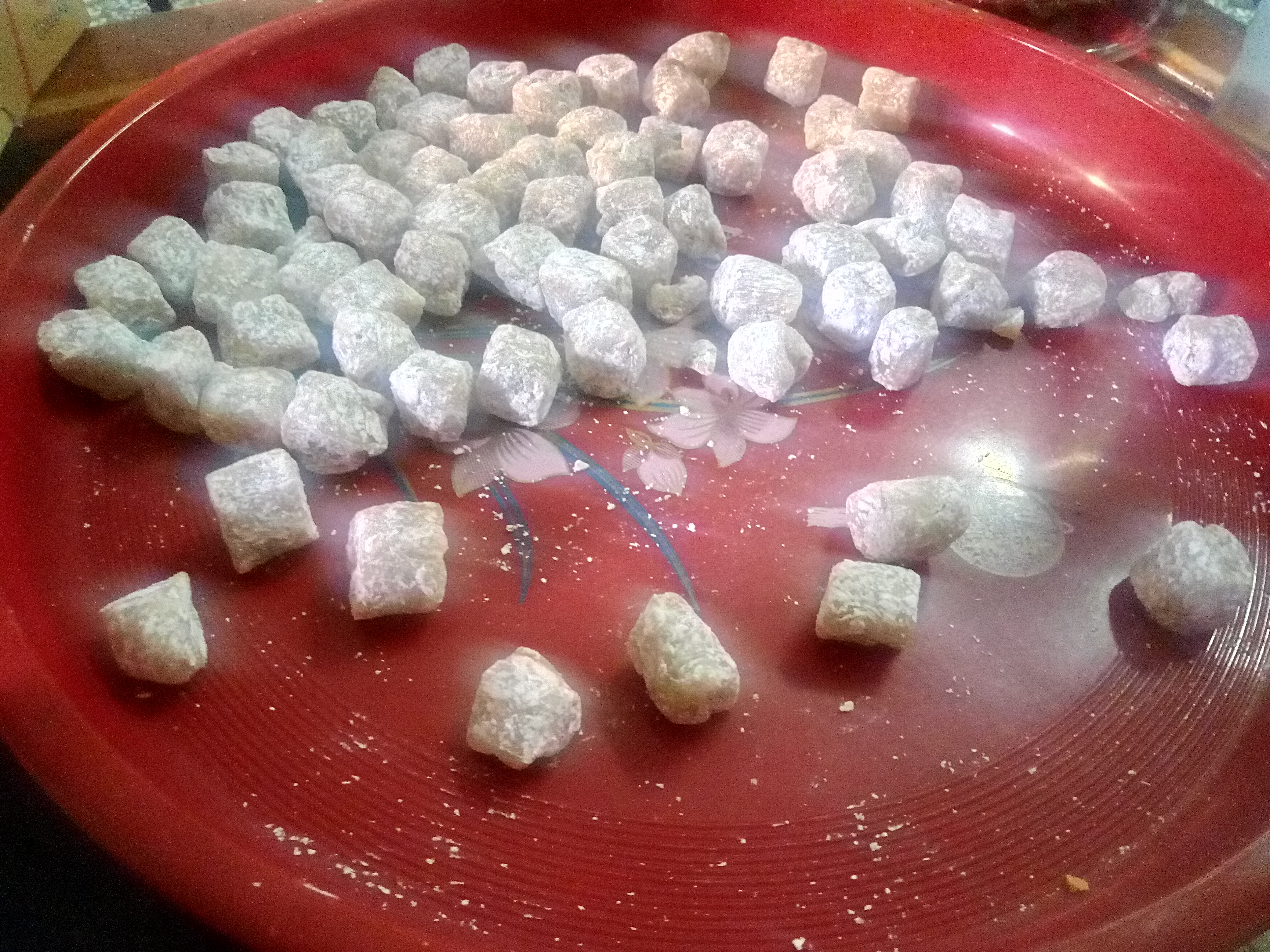
新港飴

新港飴，台灣日治時代又稱新巷飴、新高飴，台灣小吃的一種，是台灣嘉義縣新港鄉特產，是一種用麥芽糖、白糖、麵粉及花生仁等製成的甜食。最初稱為「鳥鼠仔糖」。

## 歷史
新港飴創始時原名「鳥鼠仔糖」，又名「雙仁潤」。據說是1891年，民雄庄江厝店糖果小販盧欺頭所創，他原本是一名賣麥芽糖及土豆糖（花生糖）的小販，因連日陰雨，導致花生糖變軟，盧欺頭捨不得扔掉這些軟掉了的花生糖，於是他將這些軟了的花生糖加熱之後，也同時添加了糯米粉漿（一說麥芽糖），冷卻後，混合均勻，在分開後做成頭小尾尖的小塊，形如小耗子狀，乃稱之為鳥鼠仔糖，因名字奇異，且是新花樣，頗為吸引顧客。從此盧欺頭就專做鳥鼠仔糖生意。後來因覺名字不雅而易名為雙仁潤（蓋取花生剝開內有雙仁之意）。1891年農曆3月23日新港媽祖廟大拜拜，盧先生挑了許多雙仁潤到新港做生意，因香客眾多，雙仁潤生意很好，且頗受好評，未幾乃遷居新港，在媽祖廟東邊搭建一間木屋，掛出金長利的招牌，並將雙仁潤改稱「新港飴」，盧欺頭也因此成為新港飴的創始者。其後幾經改良，遂使新港飴聲名遠播，繼而又創造芭蕉飴（原名為弓蕉糕）、桂圓飴、葡萄飴、梅仔飴、李仔飴等姐妹品數種。
而新港飴之名的由來，目前有二說，一說為1891年（光緒17年）民雄盧欺頭的老鼠糖之說；另一說為北港的瑞珍號的進香糖之說，發音與日文的新港相似，故被稱為新港飴。依日本和菓子店常使用「飴」字的用法，更名為「新港飴」後，聲名大噪，還獲得日本菓子大賞。